# Джурф Ан-Наср
Джурф Ан-Наср (араб. جرف الصخر, стара назва — Джурф Ас-Сахар араб. جرف الصخر) — місто в центральній частині Іраку, належить до округу Ель-Мусаїб, мухафази Бабіль. 
Чисельність населення на 2014 рік складала близько 40 тис. осіб. Населення міста в основному суніти.

## Розташування
Через місто протікає річка Євфрат. Джурф Ан-Наср знаходиться приблизно у 60 кілометрах на північний захід від Багдада, та приблизно у 80 кілометрах на схід від міста Фаллуджа. У 13 км. від Джурф Ан-Наср знаходиться адміністративний центр окуругу місто Ель-Мусаїб. Джурф Ан-Наср знаходиться поряд з давніми містами: Вавилон, Борсіппа та Кіш.